# Karol Kossak
Karol Kossak (ur. 2 maja 1896 we Lwowie, zm. 1975 w Ciechocinku) – polski malarz, ilustrator, wnuk Juliusza, bratanek malarza Wojciecha i stryjeczny brat Jerzego Kossaka.

## Życiorys
Był synem Stefana Kossaka i Ewy z Mikolaschów. Szkołę średnią ukończył we Lwowie, gdzie pierwsze lekcje malarstwa i rysunku pobierał u Zygmunta Rozwadowskiego i Stanisława Kaczora-Batowskiego. Wybuch I wojny światowej i powołanie do wojska austriackiego przerwały jego studia w Wiedniu; po wojnie kontynuował kształcenie w Akademii Sztuk Pięknych w Krakowie pod kierunkiem Ignacego Pieńkowskiego i Władysława Jarockiego (lata 1919–1923). Uczył się też pod okiem stryja w czasie swoich pobytów w Kossakówce – krakowskim, rodzinnym domu Kossaków. Po studiach pracował jako nauczyciel rysunku w jednym z lwowskich gimnazjów. W 1927 roku ożenił się z Antoniną Wandą Czerkawską i zamieszkał w Dziedziłowiu, majątku swojej żony. W 1934 przyszła na świat jego jedyna córka – Teresa. Rodzina Kossaków przeniosła się do własnego domu w Tatarowie nad Prutem, na Huculszczyźnie. Po pożarze domu zaczęła się tułaczka Kossaka, która miała kres w 1948 w Ciechocinku, gdzie artysta zamieszkał wraz z rodziną przy ulicy Traugutta, naprzeciwko parku Zdrojowego. Od 1950 był członkiem Związku Polskich Artystów Plastyków.

## Twórczość
Malował głównie sceny z motywami koni (powozy, zaprzęgi, jeźdźcy), także o tematyce fantastycznej, bajkowej. Jego ulubioną techniką była akwarela. Wydał we Lwowie cykl pocztówek-reprodukcji swoich akwareli z huculskimi widokami. Ilustrował książki Zofii Kossak-Szczuckiej (Kłopoty Kacperka góreckiego skrzata, Ku swoim). W czasie wojny rysował otaczającą go rzeczywistość – w Ciechocinku, dodatkowo, scenki z życia kuracjuszy.
Stanisław Komornicki napisał:
...z żelazną konsekwencją malował od godziny dziewiątej do pierwszej, a w plenerze praca zajmowała mu codziennie wiele godzin. Malował do ostatnich dni – oczywiście ukochane konie.
Twórczość Karola Kossaka nie jest tak znana, jak obrazy jego dziadka i stryja; ocalała tylko część dorobku malarza. Znaczna większość obecnie występujących prac pochodzi z okresu pobytu artysty w Ciechocinku.
Niektóre obrazy Karola Kossaka:
- Przejażdżka powozem (1925), akwarela
- Zimą na wsi (1925), akwarela
- Zwózka drzewa przez kupców (1937), akwarela
- Praca w górach (1937), akwarela
- Huculi w drodze (1939), akwarela
- Powrót z lasu, akwarela
- Dorożka, akwarela
- Zaprzęg, akwarela
- Krakowiacy na koniach (1961), akwarela
- Zwózka drzewa, olej na płótnie
- Trzej jeźdźcy, akwarela
- Żydowska furka, akwarela
- Baba Jaga ze zwierzętami, akwarela
- Skrzat i żaba, akwarela
- Setery irlandzkie, akwarela